# Roland Links
Roland Links (* 1. März 1931 in Kotzman, Königreich Rumänien; † 31. März 2015 in Leipzig) war ein deutscher Germanist und Verlagsleiter.

## Leben
Roland Links wurde 1931 als Sohn eines Rechtsanwalts im deutschen Siedlungsgebiet Rumäniens geboren. Die Familie übersiedelte 1940 nach Deutschland. Er machte 1950 Abitur in Wittenberge, anschließend studierte er von 1950 bis 1954 Germanistik, Geschichte und Kunstgeschichte an der Landeshochschule Brandenburg (später Pädagogische Hochschule „Karl Liebknecht“). Nach dem Examen arbeitete er von 1954 bis 1978 als Lektor (zuletzt als leitender Lektor) im Verlag Volk und Welt, wo er etwa den ersten Roman (Michael) von Klaus Schlesinger betreute. Als Herausgeber war er für Bände zur internationalen Literatur des 20. Jahrhunderts, insbesondere aus Österreich, der Schweiz und der Bundesrepublik Deutschland verantwortlich. Er trat 1968 in die SED ein. Von 1978 bis 1979 war er freiberuflich tätig. Danach leitete er von 1979 bis 1990 die Verlagsgruppe Kiepenheuer in Leipzig, zu der der Gustav Kiepenheuer Verlag, der Insel-Verlag Anton Kippenberg, der Paul List Verlag und die Dieterich’sche Verlagsbuchhandlung gehörten. Von 1990 bis 1992 war er Geschäftsführer des Insel-Verlages Leipzig. Er setzte sich maßgeblich dafür ein, dass sich der Börsenverein der Deutschen Buchhändler zu Leipzig zum 1. Januar 1991 dem Börsenverein des Deutschen Buchhandels mit Sitz in Frankfurt am Main anschloss.
Er ist der Vater des Verlegers Christoph Links.

## Herausgeberschaft
- Kurt Tucholsky: Unter anderem in den Pyrenäen (auch Nachwort) 1963
- Alfred-Döblin-Biographie (veränderte Fassung 1980), 1964
- Friedrich Dürrenmatt: Komödien (Hrsg. zus. mit Adam Kuckhoff), 1965
- Karl Kraus: Ausgewählte Werke (Hrsg. zus. mit Dietrich Simon, Kurt Krolop), 1971
- Friedrich Dürrenmatt: Frank der Fünfte. Der Meteor (auch Nachwort), 1972
- Sechsbändige Tucholsky-Auswahl (auch Nachwort), 1969–1973
- Erkundungen. 35 deutschsprachige Erzähler aus der Schweiz (auch Nachwort), 1974
- Max Frisch (auch Nachwort), 1975
- Kurt Tucholsky: Briefe (auch Nachwort), 1983
- Walter Matthias Diggelmann: 20 Geschichten (auch Nachwort), 1986